# Paul Hindemith
Œuvres principales
- Métamorphoses symphoniques sur des thèmes de Carl Maria von Weber
- Mathis le peintre
- Die Harmonie der Welt
- Konzertmusik, op. 50, pour cuivres et cordes
- Nobilissima Visione
- Sonate pour orgue no 2
- Trauermusik
- Cardillac

Paul Hindemith, né à Hanau (près de Francfort-sur-le-Main) le 16 novembre 1895 et mort à Francfort-sur-le-Main le 28 décembre 1963, est un compositeur, chef d'orchestre et altiste allemand.

## Biographie
Paul Hindemith commence des études de violon à l'âge de neuf ans à Francfort et entre à quatorze ans à la Hochschule für Musik de Francfort, où il travaille avec Adolf Rebner pour le violon, et Arnold Mendelssohn pour la composition. Son père est tué durant la Première Guerre mondiale.
Il mène une carrière d'interprète parallèlement à une activité de compositeur. Il est violon solo à l'opéra de Francfort de 1915 à 1923. De 1921 à 1929, il est l'altiste du fameux Quatuor Amar, fondé avec Licco Amar, au sein duquel il milite activement en faveur de la musique d'avant-garde.
En 1927, il est nommé professeur de composition au Conservatoire de Berlin, puis en Suisse où il finit par émigrer en 1938, après avoir entretenu des relations compliquées avec les autorités nazies, et bien qu'ayant accepté certaines fonctions officielles, comme d'être membre de la Chambre de la musique du Reich (Reichsmusikkammer).
En 1940, il part aux États-Unis où il enseigne la composition à l'université Yale jusqu'à 1953. Robert Strassburg (1915-2003) comptait parmi ses étudiants. Ce dernier deviendra compositeur/éducateur américain,. Hindemith obtient la nationalité américaine en 1946.
Il rentre en Europe après la guerre et s'établit en Suisse, à Blonay, dès 1953. Il occupe la chaire de musicologie à l'Université de Zurich de 1951 à 1953. Il retourne fréquemment en Allemagne fédérale jusqu'à sa mort à Francfort en 1963.

## Style
Le style de Hindemith a connu de nombreuses métamorphoses pendant sa longue carrière. Ses premières œuvres sont influencées par l’expressionnisme, Richard Strauss, et même Debussy, qu’il adulait (In einer Nacht, opus 15). Ses compositions jusqu’en 1930 sont tiraillées entre des pôles contraires : un lyrisme généreux et ample, issu de Wagner et Strauss, une facilité d’écriture (notamment contrapuntique) prodigieuse, le courant néo classique, un goût pour le grotesque, la provocation (son opéra Nusch-Nuschi), l’expressionnisme voire le dadaïsme. À cet égard, son opéra Mathis der Maler (Mathis le peintre) représentera une synthèse remarquable. Dans les années trente, son style se stabilise sur des principes d’écritures issus de la musique préclassique, il commence des longues séries de sonates et de concertos à l’écriture rigoureuse, ainsi que des œuvres destinées aux musiciens amateurs, improprement appelées Gebrauchsmusik (« musique utilitaire »). Sa rythmique, parfois désignée sous le nom de Motorik (« motorisme »), est percutante et se veut, à l’instar de la machine, obsédante. Elle se fait l’écho de l’ère industrielle, Hindemith répugnant alors à la sentimentalité, à la subjectivité et à la psychologie. Ainsi, entre musique moderne et musique néo-classique, signe-t-il une musique très personnelle.
Son activité de pédagogue, ainsi que son goût marqué pour la théorie l’ont amené à rédiger des traités, qu’il a partiellement utilisés à ses propres fins de compositeur, son œuvre la plus emblématique dans ce domaine étant Ludus Tonalis, un cycle pour piano qui date de 1942. Ses conceptions théoriques, humanistes et ésotériques ont culminé dans son opéra monumental l’Harmonie du monde (1957).
Son œuvre est particulièrement riche, comptant plus d’une centaine de compositions et touchant à tous les genres. Même s’il a été un ardent défenseur de l’avant-garde, il n’a jamais pratiqué le dodécaphonisme strict, se contentant de jouer parfois avec des thèmes sériels (par exemple, dans Ludus tonalis).
Il a mis en musique la poésie de Rilke et de Christian Morgenstern. Il a illustré le ballet de George Balanchine Les Quatre Tempéraments par son Thème avec quatre variations pour orchestre à cordes et piano, et composé de nombreux opéras, dont aucun ne s’est durablement inscrit au répertoire des maisons d’opéras.

## Principales œuvres

### Œuvres orchestrales
- Concerto pour violoncelle en mi bémol majeur, op. 3 (1916)
- Sept Kammermusik écrite entre 1921 et 1927 pour petit orchestre et solistes
- Concerto pour orchestre op. 38 (1923)
- Quatre Konzertmusik :
  - Konzertmusik pour harmonie op. 41 (1926)
  - Konzertmusik pour alto et orchestre de chambre op. 48 (1930)
  - Konzertmusik pour piano, cuivres et harpe op. 49 (1930)
  - Konzertmusik pour orchestre à cordes et cuivres op. 50 (1931)
- Symphonie Mathis le peintre (1934)
- Der Schwanendreher, concerto pour alto (1935)
- Trauermusik pour alto et orchestre à cordes (1936)
- Nobilissima Visione, ballet (1938) dont fut tiré une suite pour orchestre la même année
- Concerto pour violon, 1939, crée le 14 mars 1940, à Amsterdam par Friedrich Hellman sous la direction de Willem Mengelberg ;
- Thème et variations : les quatre tempéraments pour orchestre à cordes et piano (1940)
- Symphonie en mi bémol (1940)
- Concerto pour violoncelle en sol (1940)
- Métamorphoses symphoniques sur des thèmes de Carl Maria von Weber (1943)
- Symphonia serena (1946)
- Concerto pour clarinette et orchestre (1947)
- Concerto pour cor et orchestre (1949)
- Symphonie en si bémol majeur (1951)
- Symphonie Die Harmonie der Welt (1951)

### Œuvres vocales
- Das Marienleben sur des poèmes de Rilke (1923)
- Das Unaufhörliche sur un poème de Gottfried Benn (1931)
- Requiem: When Lilacs Last in the Dooryard Bloom'd (1946)
- Messe pour chœur mixte a cappella (1963)
- Six chansons sur des poèmes de Rilke (1939)

### Opéras
- Mörder, Hoffnung der Frauen (1921)
- Das Nusch-Nuschi (1921)
- Sancta Susanna (1922)
- Cardillac (1926)
- Hin und zurück (1927)
- Neues vom Tage (1929)
- Mathis der Maler (1938)
- Die Harmonie der Welt (1957)
- Das lange Weihnachtsmahl (1960)

### Piano
- In einer Nacht op. 15 (1917-19)
- Suite "1922" op. 26 (1922)
- Klaviermusik op. 37 (1924-5)
- Wir bauen eine Stadt (1931)
- Variations (1936 ; 1re version du mouvement lent de la 1re sonate)
- Trois Sonates (1936)
- Ludus Tonalis (1942)

### Musique de chambre
•  Musikalisches Blumengärtlein und Leyptziger                   Allerley (1927)
- Sonate pour piano à quatre mains (1938)
- Sonate pour deux pianos (1942)
- Trois sonates pour violon seul, quatre pour alto seul, une pour violoncelle seul
- Quatre sonates pour violon et piano, trois pour alto et piano, deux pour violoncelle et piano, une pour contrebasse et piano, une pour viole d'amour et piano (Kleine Sonate opus 25 n°2)
- Kleine Kammermusik pour quintette à vent (1922)
- Quatuor à cordes no 1
- Quatuor à cordes no 2
- Quatuor à cordes no 3
- Quatuor à cordes no 4
- Quatuor à cordes no 5 (1923)
- Quatuor à cordes no 6 (1943)
- Quatuor à cordes no 7 en mi (1945)
- Trio à cordes no 1
- Trio à cordes no 2
- Trio pour saxophone ténor ou heckelphone, alto et piano op. 47 (aussi pour clarinette basse)
- Dix sonates pour instrument à vent et piano :
  - Sonate pour flûte, en si bémol majeur (1936)
  - Sonate pour basson (aussi pour clarinette basse), en si bémol (1938)
  - Sonate pour hautbois, en sol majeur (1938)
  - Sonate pour clarinette, en si bémol majeur (1939)
  - Sonate pour cor, en fa majeur (1939)
  - Sonate pour trompette, en si bémol majeur (1939)
  - Sonate pour trombone, en fa majeur (1941)
  - Sonate pour cor anglais, en ut dièse et fa majeur (1941)
  - Sonate pour saxhorn alto (aussi pour cor d'harmonie ou saxophone alto), en mi bémol majeur (1943)
  - Sonate pour tuba basse, en si bémol majeur (1955)
- Quintette pour clarinette et cordes (1923)
- Quatuor pour clarinette, violon, violoncelle et piano (1938)
- Sonate pour harpe (1939)
- Septuor pour vents (flûte, hautbois, clarinette, clarinette basse, basson, cor, trompette) (1948)
- Sonate pour quatre cors (1952)
- Octuor pour vents et cordes (clarinette, basson, cor, violon, deux altos, violoncelle et contrebasse) (1957-1958)
- Plus anecdotique sans doute, sa fantaisie pour quatuor à cordes intitulée « Overture on “The Flying Dutchman” as it is Performed by a Terrible Health Resort Band at 7 am at the Village Fountain » (1925), littéralement « L'ouverture du “Vaisseau fantôme” comme exécutée par un mauvais orchestre de station thermale à 7 heures du matin à la fontaine du village » (en lecture à vue, ajoutent certains éditeurs). Ce chef-d’œuvre d'ironie, méticuleusement parsemé de fausses notes et d'erreurs rythmiques, était destiné à railler l'admiration sans borne que vouait le futur régime nazi à Richard Wagner.

### Écrits
- Ostinato Rigore, JMP, 1996
- Pratique élémentaire de la musique, trad. de l'américain par R. Mermoud, Lattès, Paris, 1986
- (en) Selected letters of Paul Hindemith Yale University Press 1995

## Élèves connus
- Samuel Adler
- Violet Archer
- John Avison
- Irwin Bazelon
- Charles L. Bestor
- Easley Blackwood
- Wernher von Braun
- Charles Faulkner Bryan
- Arnold Cooke
- Norman Dello Joio
- Emma Lou Diemer
- Alvin Etler
- Lukas Foss
- Harald Genzmer
- Olga Gorelli
- Bernhard Heiden
- Andrew Hill
- Ulysses Kay
- Heinrich Konietzny
- Mitch Leigh
- Walter Leigh
- Willson Osborne
- Hans Otte
- William P. Perry
- Mel Powell
- Franz Reizenstein
- John Donald Robb
- Oskar Sala
- Ruth Schönthal
- Harold Shapero
- Alan Shulman
- Robert Strassburg
- Josef Tal
- Francis Thorne

## Prix
- Prix Bach de la Ville libre et hanséatique de Hambourg (1951)[4]
- Prix Sibelius de Wihuri, 1955

## Hommages
L'astéroïde (5157) Hindemith, découvert en 1973, est nommé en son honneur.